# Platja de Peñarrubia
La Platja de Peñarrubiase situa en la parròquia de Somió, en el municipi de Gijón, en concejo homònim, Astúries.

## Descripció
La platja de Peñarrubia és de fàcil accés, ja que es pot arribar a ella amb cotxe i de l'aparcament prendre unes escales que descendeixen fins al jaç sorrenc.
La platja es troba envoltada de penya-segats, la qual cosa juntament amb la seva orientació fa que tingui els matins en ombra. És una platja freqüentada per nudistas.
El fons de la platja és rocós pel que es recomana molta precaució en banyar-se. A vegades es produeixen despreniments que fan necessari el tancament dels accessos pel perill que això comporta.
Compta amb gran varietat de serveis com a dutxes, papereres, servei de neteja, senyalització de perill així com equip de salvament durant l'època estival.